# Image (organizzazione culturale)
Image è un'organizzazione culturale fondata a Firenze nel 1997 da Marco Brizzi. Si profila come un gruppo di ricerca interessato ad analizzare il rapporto tra architettura e media insieme all'impatto provocato dai nuovi media nel campo della progettazione e del design. Ne fanno parte architetti, storici e critici, accomunati da un approccio militante all'architettura e a un interesse per la contemporaneità. Image è nata con lo scopo di definire nuovi luoghi di incontro tra diverse generazioni di architetti e tra professionisti orientati alla ricerca e alla sperimentazione in architettura.

## Attività culturale

### «arch'it. Rivista digitale di architettura»
L'impegno di Image si è concretizzato nella gestione dei contenuti di «arch'it», la prima rivista digitale italiana di architettura.
Attiva dal 1995 al 2011, ad «arch'it» si riconosce il merito di avere rilanciato il dibattito critico nell'architettura italiana e di avere dato alle voci più giovani uno spazio di espressione alternativo a quello fornito dall'accademia o dalle rivista storiche.

### Beyond Media Festival
La riflessione sull'impatto dei media digitali in architettura si è sviluppata nella creazione nel 1997 del festival internazionale di architettura in video (divenuto in seguito Beyond Media), attivo fino al 2009. Nel corso degli anni il festival è diventato un punto di riferimento sul video di architettura in Italia e all'estero e vi hanno partecipato esperti internazionali di tutte le discipline, promuovendo il dibattito su architettura e media.

### Esposizioni al SESV
Attraverso queste iniziative Image ha sostenuto nel corso degli anni la ricerca e il lavoro di numerosi architetti, scelti fra quelli appartenenti alle generazioni più giovani. L'obiettivo è di ricercare le visioni più sperimentali e di lasciare spazio a modi sempre nuovi di pensare l'architettura.
Fra gli eventi promossi con il sostegno di Image si ricordano le esposizioni e gli incontri nello Spazio Esposititivo di Santa Verdiana (SESV) a Firenze, fra i quali si segnalano nel 2000 «Schegge dal cielo blu. Oggetti come progetti: design o architettura radicale?», mostra curata da Gianni Pettena che esponeva i lavori degli architetti radicali Lapo Binazzi, Gianpiero Frassinelli e Gilberto Corretti; nel 2001 «Instances of space» , personale dell'architetto americano, di origine iraniana, Michele Saee; «Dada cresce», esposizione dei progetti presentati da Greg Lynn Form, UNStudio, AKD, IaN+, MetroGramma per il rinnovamento della sede di Dada a Firenze; «Education. The alien within» , videoinstallazioni e performance di Marcos Novak e Marcos Luytens; nel 2002 «Aspettando il disgelo» , sui primi lavori dello studio genovese 5+1 associati; «IaN+. Interferenze con il reale» , sulla ricerca dello studio di architettura romano IaN+; «More with less» , esposizione dedicata a MCA (Mario Cucinella Architects); nel 2008 «S(E)OULSCAPE» , sulla produzione progettuale sudcoreana.

### Image archive
Image si è specializzata negli anni nel recensire e archiviare la migliore produzione mondiale di video di architettura. Grazie a questa attività il gruppo ha creato una raccolta che vanta più di 3500 video, i quali vengono periodicamente presentati nel corso di festival, proiezioni e rassegne dedicate all'architettura in video. Fra gli eventi a cui Image ha partecipato curando una rassegna di video si ricordano l'Architecture Film Festival di Rotterdam, la rassegna «Living Architectures» della Triennale di Architettura di Milano, Il Milano Design Film Festival.
A partire dal 2015, Image ha prodotto una piattaforma online, The Architecture Player, nata con l'obiettivo di rendere progressivamente accessibile al pubblico l'archivio proveniente da Beyond Media e di continuare l'attività di curatela e presentazione di video di architettura. 